# 宋佳妍
宋佳妍（韓語：송가연，1994年12月28日—），出生於韓國濟州西歸浦。現為韓國混合格鬥運動員、藝人。畢業於耕耘大學警護科 。曾在2014年參與韓國電視台SBS綜藝節目《Roommate》之固定嘉賓，同年4月出演XTM電視劇《HOMME》 ，5月出演XTM電視劇《哭泣的拳頭-東京》。